# Оксимонаканты
Оксимонаканты (лат. Oxymonacanthus) — род морских лучепёрых рыб семейства единороговых отряда иглобрюхообразных. Распространены на коралловых рифах Индийского и Тихого океанов.

## Виды
В состав рода включают два вида:
- Oxymonacanthus halli — Тупорылый арлекин
- Oxymonacanthus longirostris — Длиннорылый оксимонакант